# Iwamura Takahisa
Takahisa Iwamura (sinh ngày 11 tháng 5 năm 1978) là một cầu thủ bóng đá người Nhật Bản.

## Sự nghiệp câu lạc bộ
Takahisa Iwamura đã từng chơi cho Sanfrecce Hiroshima.